# Carla Guelfenbein

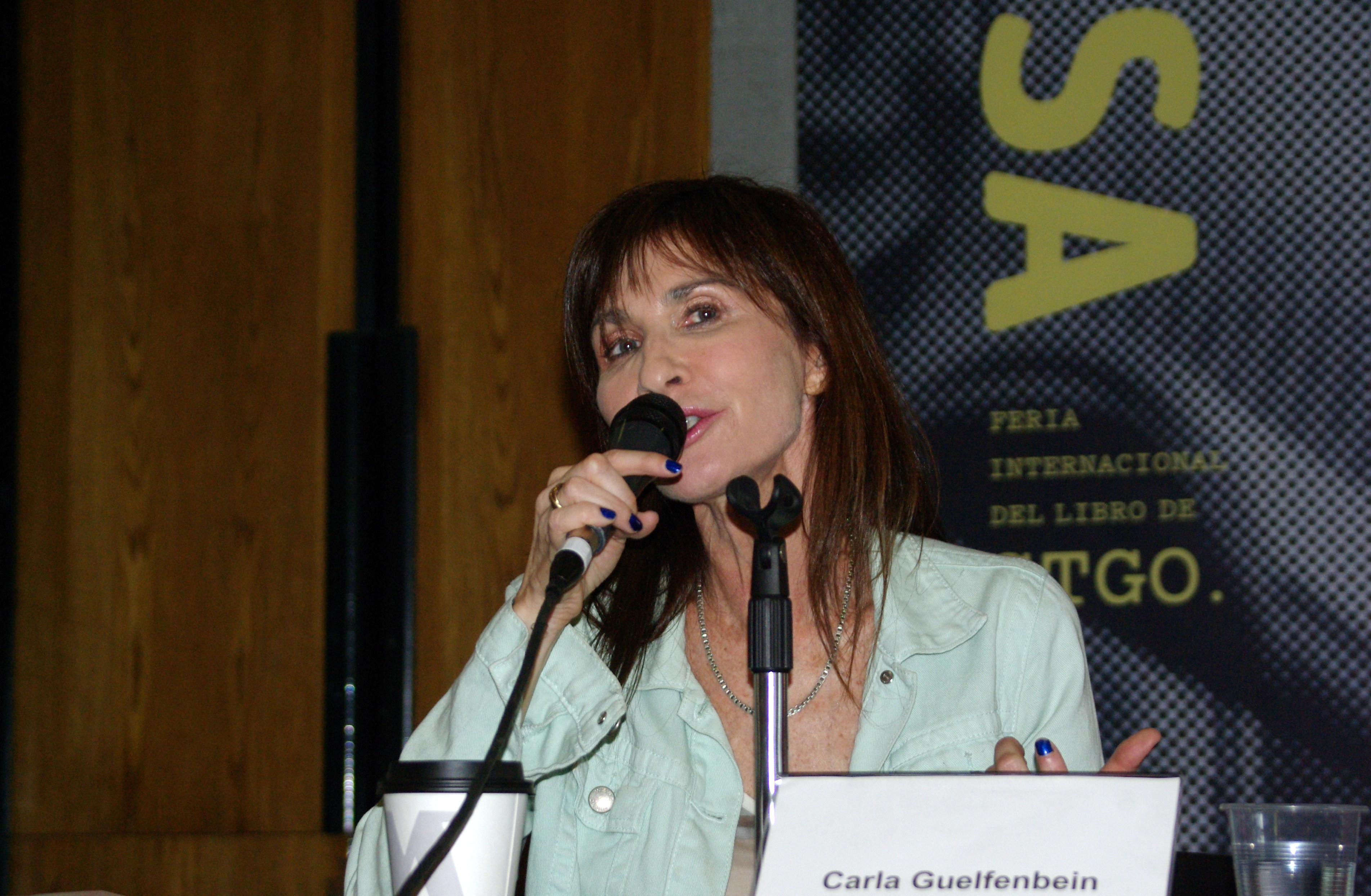
Carla Guelfenbein

Carla Guelfenbein Dobry (* 30. listopad 1959, Santiago de Chile) je chilská spisovatelka a scenáristka, která obdržela v roce 2015 mezinárodní literární ocenění Premio Alfaguara de Novela za novelu Contigo en la distancia.

## Život a dílo
Její rodina emigrovala do Velké Británie v roce 1976, tři roky po nastolení vojenské diktatury v Chile. Vystudovala biologii na univerzitě v Essexu a také design na St. Martin’s School of Art v Londýně. Je rusko-židovského původu.
- Nadar desnudas (2014)
- El resto es silencio (2009)
- La mujer de mi vida (2006)
- El revés del alma (2003)